# Lautém

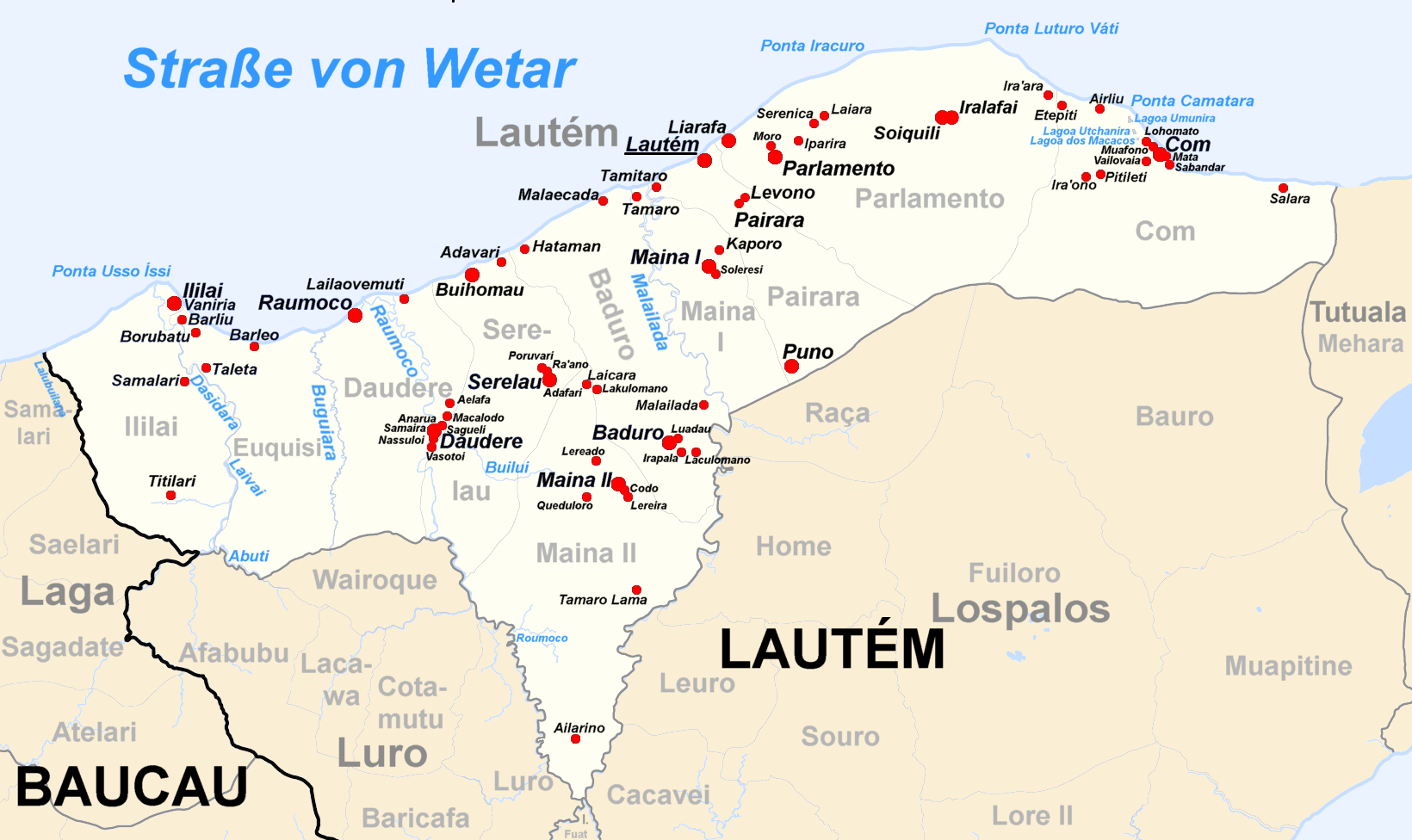
Posto administrativo de Lautém.

Lautém é uma vila de Timor-Leste em norte de município de Lautém (Suco Pairara, posto administrativo Lautém).
Quando Timor era província ultramarina portuguesa, Lautém era conhecida como Vila Nova de Malaca.